# Ректогенес
Ректо́генес (Ректогенис; лат. Rectogenes, исп. Rectócenes; VII век) — епископ Луго во второй половине VII века.

## Биография
О Ректогенесе известно очень мало. Когда он возглавил епархию с центром в Луго, точно не установлено. В списках местных епископов его предшественником назван Герменфред, в последний раз упоминавшийся в 656 году.
Исторические источники не сообщают об участии епископа Луго в Меридском соборе 666 года. Возможно, в то время епископская кафедра Луго была вакантна. В актах этого синода сохранилась опись церковно-административного деления Вестготского королевства. В том числе, там упоминается о митрополичьем статусе епархии Луго и приводится список её суффраганов. Акты Меридского собора — последний документ времён существования Вестготского королевства, наделявший главу епархии Луго саном митрополита.
Единственное упоминание о Ректогенесе содержится в актах Третьего Брагского собора, созванного в 675 году при короле Вамбе. В этом синоде участвовали только суффраганы Брагской архиепархии во главе со своим митрополитом Леодигисием. Среди присутствовавших на соборе был и Ректогенес. На этом основании предполагается, что между 666 и 675 годом по неизвестным причинам епархия Луго утратила статус митрополии.
Вероятно, Ректогенес скончался в ближайшие после церковного собора в Браге годы, так как в 681 году в источниках называется имя другого епископа Луго — Евфрасия.